# Jean Baptiste Louis Pierre

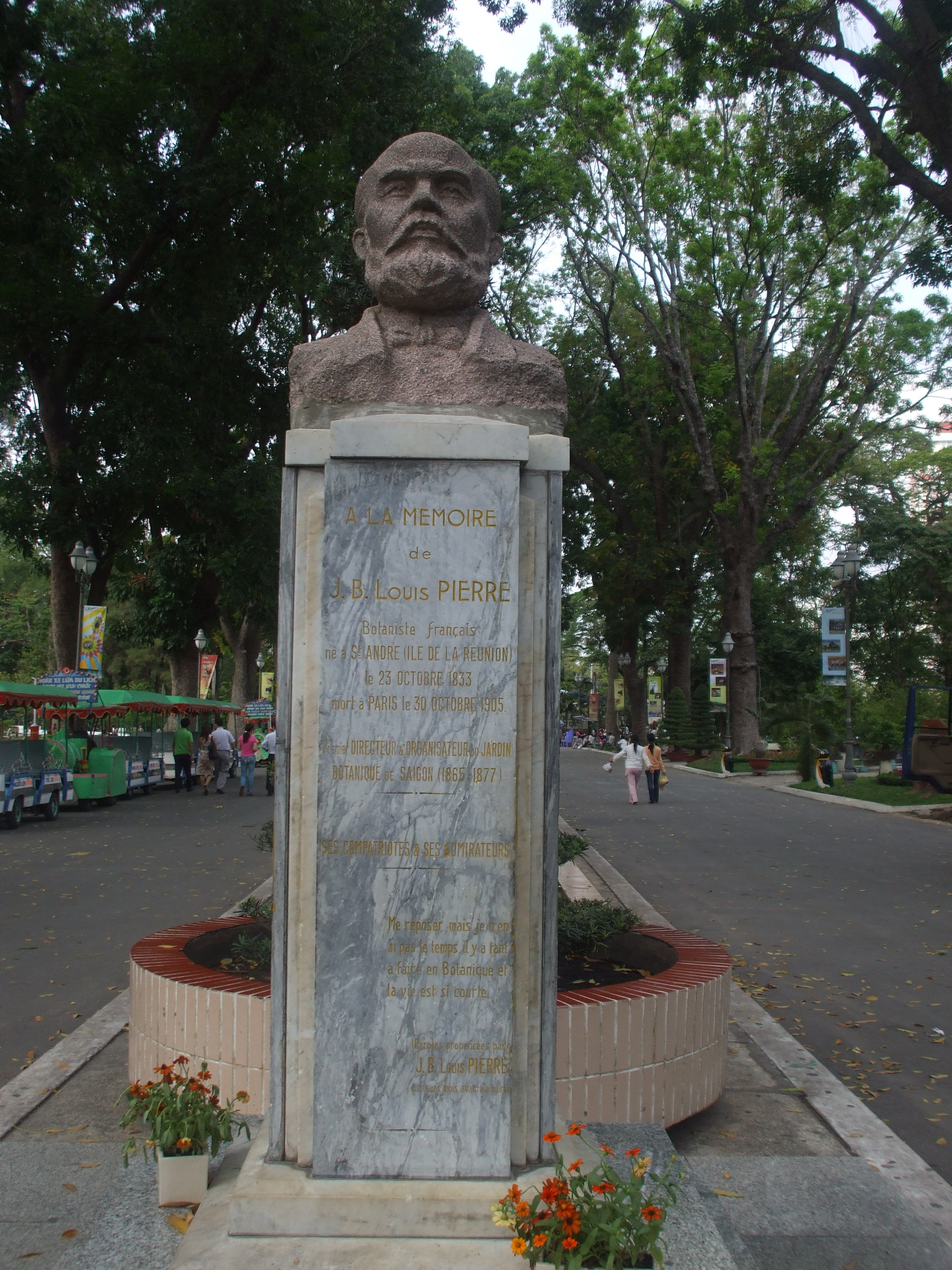
Bust de Pierre a Ho Chi Minh City

Jean Baptiste Louis Pierre (23 d'octubre de 1833 - 30 d'octubre de 1905), també conegut com a J. B. Louis Pierre, va ser un botànic francès especialitzat en l'Àsia.
Pierre nasqué a Saint-André, Réunion, i estudià a París, treballà als jardins botànics de Calcuta, Índia. El 1864 fundà el Zoològic de Saigon, que dirigí fins a 1877, després tornà a París i el 1883 es traslladà a Charenton
Pierre va fermoltes expedicions científiques a l'Àsia tropical. Va publicar: Flore forestière de la Cochinchine (1880-1907), un article "Sur les plantes à caoutchouc de l'Indochine" (Revue des cultures coloniales, 1903) i la secció de les Sapotaceae en Notes botaniques (1890-1891).
En honor de Pierre s'ha donat nom a diversos gèneres: Heinrich Gustav Adolf Engler (1844-1930) li va dedicar Pierreodendron dins Simaroubaceae, i Pierrina dins Scytopetalaceae; Auguste Jean Baptiste Chevalier (1873-1956) li va dedicar Pierreodendron dins Sapotaceae; i Henry Fletcher Hance (1827-1886) li va dedicar Pierrea dins Flacourtiaceae. l'any 1933 a Saigon li va ser dedicat un bust.